# GP La Marseillaise 1999
De 20e editie van de GP La Marseillaise werd gehouden op 2 februari 1999 in Frankrijk. De wielerwedstrijd ging over 139,3 kilometer en werd gewonnen door de Belg Frank Vandenbroucke gevolgd door Jens Voigt en Frédéric Bessy.

## Uitslag
| GP La Marseillaise 1999 |                     |                  |          |
| Plaats                  | Naam                | Ploeg            | Tijd     |
| Winnaar                 | Frank Vandenbroucke | Cofidis          | 3u27'25" |
| 2                       | Jens Voigt          | Crédit Agricole  | z.t.     |
| 3                       | Frédéric Bessy      | Casino-Ag2r      | z.t.     |
| 4                       | Nicolas Fritsch     | VC Saint-Quentin | z.t.     |
| 5                       | Fabien De Waele     | Lotto-Mobistar   | +57"     |
| 6                       | Jean-Michel Thilloy | VC Saint-Quentin | z.t.     |
| 7                       | Steve De Wolf       | Cofidis          | z.t.     |
| 8                       | David Moncoutié     | Cofidis          | z.t.     |
| 9                       | Peter Farazijn      | Cofidis          | +1'01"   |
| 10                      | Dominique Rault     | BigMat-Auber 93  | +1'03"   |

1980 · 1981 · 1982 · 1983 · 1984 · 1985 · 1986 · 1987 · 1988 · 1989 · 1990 · 1991 · 1992 · 1993 · 1994 · 1995 · 1996 · 1997 · 1998 · 1999 · 2000 · 2001 · 2002 · 2003 · 2004 · 2005 · 2006 · 2007 · 2008 · 2009 · 2010 · 2011 · 2012 · 2013 · 2014 · 2015 · 2016 · 2017 · 2018 · 2019 · 2020 · 2021 · 2022 · 2023 · 2024 · 2025